# Habitatge a la rambla del Doctor Pearson, 19 (Tremp)
L'Habitatge a la rambla del Doctor Pearson, 19 és un edifici de Tremp (Pallars Jussà) protegit com a Bé Cultural d'Interès Local.

## Descripció
Es tracta d'un dels edificis construïts amb l'obertura de la Rambla del Doctor Pearson, als inicis de la transformació en passeig urbà. El immoble permet apreciar les característiques de l'arquitectura domèstica de les darreries del segle xix, i presenta recursos constructius i decoratius de caràcter classicista. Es tracta d'un edifici de tres altures, planta baixa i dos pisos, l'últim volum de factura contemporània. Destaca la bicromia diferenciada entre el mur i l'emmarcament de les obertures, així com les cornises i línies d'imposta que divideixen la façana. A la planta baixa, les obertures són en forma d'arc (dos d'ells rebaixats i el tercer de mig punt) amb el perfil motllurat i definint una mena de pilastres de fust estriat. El primer pis destaca pel balcó corregut que engloba tres finestres, les quals presenten guardapols curvilinis i decoració en relleu de motius florals i drac. És molt característic el coronament, on s'identifiquen els orificis de ventilació de la solera del terrat i la barana de tancament d'obra amb plafons de perfil corb.

## Història
L'obertura del vial de la Rambla del Doctor Pearson provocà una urbanització al seu voltant. Tradicionalment s'ha vinculat amb l'arribada de la carretera cap a Artesa, al voltant del 1880.